# スティーヴ・サムナー
スティーヴ・サムナー（Steven Paul Sumner、1955年4月2日 - 2017年2月8日）は、イングランド生まれでニュージーランド国籍を持つサッカー選手であり、サッカーニュージーランド代表が1982年に初めてワールドカップの予選を突破した際の主将であった。

## クラブでのキャリア
サムナーは、ニュージーランドに移住する1973年より前、ブラックプールFCで練習生としてサッカーを始めた。ニュージーランドでは、クライストチャーチ・ユナイテッドに所属し、移籍初年に国内リーグで優勝した。サムナーは、チャサムカップで6度、国内リーグで5度優勝した。チャサムカップを6度制したのは、サムナーのみである。

## 国際試合のキャリア
国際試合のキャリアは、1976年から1988年までで、105試合に出場した。これは、それまでの記録であるブライアン・ターナーの102試合を上回るものであった。105試合のうち58試合がA代表での出場であった。
1982 FIFAワールドカップ予選でフィジーを13-0で破った試合では、サムナーは攻撃的ミッドフィルダーとして、国内記録となる6得点を挙げた。スペインで行われた本戦では、5-2で敗れたスコットランド戦でスティーブ・ウッディンとともにゴールを挙げた。この試合で、彼はFIFAワールドカップで初めて得点を挙げたオセアニア人選手となった。
1991年、彼はニュージーランドサッカー記者協会殿堂 (英: New Zealand Soccer Media Association Hall of Fame) に選ばれた。2010 FIFAワールドカップ開会前には、ヨハン・クライフと前南アフリカの大統領のタボ・ムベキとともに国際サッカー連盟で最高の賞であるFIFA功労賞を受賞した。

## 引退後
サッカー選手を引退した後、サムナーはテレビジョン・ニュージーランドの司会者となった。また、ウェリントン・フェニックスFCの理事となった。

## 名誉

### 個人
- プレイヤー・オブ・ザ・イヤー　1983年[8]
- ゴールデン・ブーツ　1983年[8]
- FIFA功労賞　2010年[7]

### クラブ

#### クライストチャーチ・ユナイテッド
- 国内リーグ　1973年、1975年、1978年、1988年
- チャサムカップ　1974年、1975年、1976年、1989年

#### マヌレワ
- 国内リーグ　1983年
- チャサムカップ　1984年

#### ギズボーン・シティ
- チャサムカップ　1987年